# Hubert Collinet
Pour les articles homonymes, voir Collinet.
Hubert Collinet ou Colinet est un sculpteur français du XVIIe siècle.

## Biographie
Hubert Collinet est élève de l'Académie royale de peinture et de sculpture. Il a remporté de deuxième grand prix en sculpture en 1689 avec un bas-relief représentant L'ivresse de Noé après avoir planté la vigne, et le premier prix sur le sujet La construction de la tour de Babel.
On connaît peu d'autres informations sur sa carrière ce qui laisserait supposer qu'il est mort jeune. Il n'est pas cité comme étudiant à l'Académie de France à Rome dans la Correspondance des directeurs avec le surintendant des Bâtiments du roi.